# نادي ديبورتيفو أراب يونيدو
نادي ديبورتيفو أراب يونيدو هو نادي كرة قدم بنمي أٌسس عام 1990. يلعب النادي في دوري بنما لكرة القدم.